# غاري لي يودر
غاري لي يودر (بالإنجليزية: Gary Lee Yoder)‏ هو موسيقي أمريكي، ولد في 1938.

## وصلات خارجية
- غاري لي يودر على موقع ميوزك برينز (الإنجليزية)
- غاري لي يودر على موقع ديسكوغز (الإنجليزية)